# Apuesta de Pascal

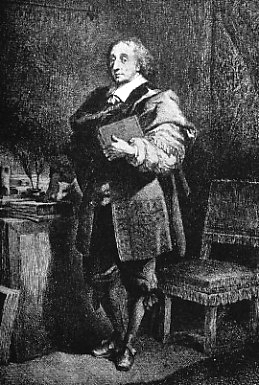
Blaise Pascal argumentaba que es mejor "apostar" por creer en Dios que no hacerlo.

La apuesta de Pascal es un argumento creado por Blaise Pascal en una discusión sobre la creencia en la existencia de Dios, basado en el pensamiento de que la existencia de Dios es una cuestión de azar. El argumento plantea que, aunque no se conoce de modo seguro si Dios existe, lo racional es apostar que sí existe. "La razón es que, aun cuando la probabilidad de la existencia de Dios fuera extremadamente pequeña, tal pequeñez sería compensada por la gran ganancia que se obtendría, o sea, la gloria eterna." Básicamente, el argumento plantea cuatro escenarios:
- Puedes creer en Dios; si existe, entonces irás al cielo.
- Puedes creer en Dios; si no existe, entonces no ganarás nada.
- Puedes no creer en Dios; si no existe, entonces tampoco ganarás nada.
- Puedes no creer en Dios; si existe, entonces no irás al cielo.[2]

|                           | Dios existe (Dios)       | Dios no existe (¬Dios) |
| Creer en Dios (Creer)     | + ∞ (CIELO)              | - N (NADA)             |
| No creer en Dios (¬Creer) | − ∞ (NO-CIELO: INFIERNO) | + N (NADA)             |

La apuesta de Pascal fue expresada por el propio filósofo de la siguiente manera:

Vous avez deux choses à perdre : le vrai et le bien, et deux choses à engager : votre raison et votre volonté, votre connaissance et votre béatitude; et votre nature a deux choses à fuir : l'erreur et la misère. Votre raison n'est pas plus blessée, en choisissant l'un que l'autre, puisqu'il faut nécessairement choisir. Voilà un point vidé. Mais votre béatitude ? Pesons le gain et la perte, en prenant croix que Dieu est. Estimons ces deux cas : si vous gagnez, vous gagnez tout; si vous perdez, vous ne perdez rien. Gagez donc qu'il est, sans hésiter. »
Blaise Pascal (1670). Pensées. III, §233

Traducido quiere decir lo siguiente:

Usted tiene dos cosas que perder: la verdad y el bien, y dos cosas que comprometer: su razón y su voluntad, su conocimiento y su bienaventuranza; y su naturaleza posee dos cosas de las que debe huir: el error y la miseria. Su razón no resulta más perjudicada al elegir la una o la otra, puesto que es necesario elegir. Ésta es una cuestión vacía. Pero ¿su bienaventuranza? Vamos a sopesar la ganancia y la pérdida al eligir cruz (de cara o cruz) acerca del hecho de que Dios existe. Tomemos en consideración estos dos casos: si gana, lo gana todo; si pierde, no pierde nada. Apueste a que existe sin dudar.
Blaise Pascal (1670). Pensamientos. III, §233 

## Análisis con la teoría de la decisión
A diferencia de otro tipo de apuesta, el argumento pascaliano es esencialmente matemático. Las posibilidades definidas por la Apuesta de Pascal pueden ser pensadas como una elección bajo incertidumbre con los valores de la siguiente matriz de decisiones. (Pascal nunca mencionó al infierno, así como tampoco aclaró si dado "Dios existe + Vivir como si Dios no existe" la esperanza de ganancia infinita sería suficiente para aclarar su punto.) 
|                                   | Dios existe (G)                            | Dios no existe (~G) |
| Vivir como si Dios existe (B)     | +∞ (cielo)                                 | -N (nada)           |
| Vivir como si Dios no existe (~B) | Sup. -N (limbo/purgatorio) o −∞ (infierno) | +N (nada)           |

Dados estos valores, la opción de vivir como si Dios existiera (B) domina la opción de vivir como si Dios no existiera (~B). En otras palabras, el valor esperado ganado por elegir B es siempre más grande o igual a aquel derivado de elegir ~B, sin importar las probabilidades de que Dios exista.
De hecho, acorde a la teoría de la decisión, el único valor que importa en la matriz es el +∞. Cualquier matriz del siguiente tipo (donde f1, f2, y f3 son todos números finitos positivos o finitos negativos) resulta en (B) como la única decisión racional.
|                                   | Dios existe (G) | Dios no existe (~G) |
| Vivir como si Dios existe (B)     | +∞              | f1                  |
| Vivir como si Dios no existe (~B) | f2              | f3                  |

El debate generado entre matemáticos, filósofos y teólogos subsiste hasta hoy día. Acorde a la biografía de Norman Macrae, el matemático John von Neumann -uno de los fundadores de la teoría de juegos- se convirtió al catolicismo en las cercanías de la muerte, bajo los auspicios de un monje benedictino, gracias a haber analizado en profundidad la Apuesta de Pascal.

## Antecedentes

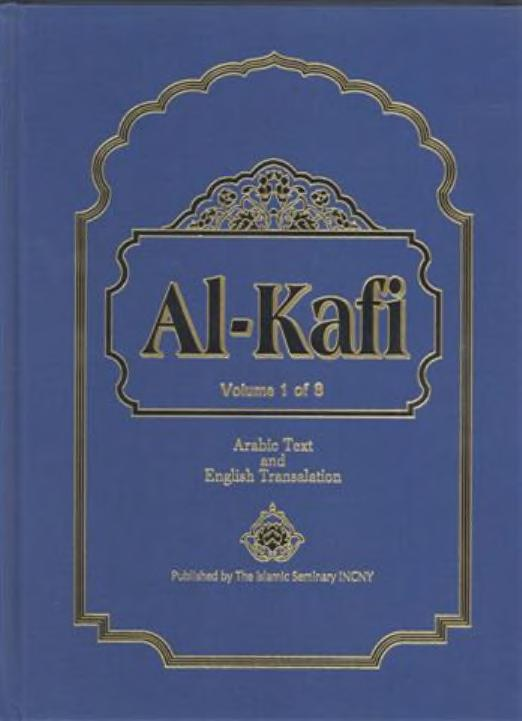
Kitab al-kafi Si es como lo decimos y es cierto, todos estamos salvados, pero tú estás perdido."

Desde tiempos antiguos apoyaron la creencia del más allá sea o no real. En el Kalama Sutra se dice:

"Si existe otro mundo y si existe el fruto, el resultado de las buenas y malas acciones, entonces yo, después de la muerte, con la disolución del cuerpo, surgiré en el mundo celestial, en un buen destino. Esta primera certidumbre es obtenida por él."
"Si no existe otro mundo y si no existe el fruto, el resultado de las buenas y malas acciones, entonces, yo vivo feliz en esta misma vida, sin enemistad, sin mala voluntad, sin odio. Esta segunda certidumbre es obtenida por él."

El filósofo griego Platón presentó también en la República bajo el mito de Er un argumento consecuencialista en donde es mejor ser justo en vida pues la injusticia es castigada por los dioses en el más allá:

"¿Piensas que a un ser inmortal le está bien afanarse por un tiempo tan breve y no por la eternidad?".

El filósofo estoico y emperador romano Marco Aurelio expresó en el segundo libro de Las Meditaciones que:

"Desaparecer de entre los hombres no es, en verdad, terrible; si existen dioses, porque estos no querrían hacerte de nuevo desgraciado; y, por el contrario, si no existen, o si no se preocupan de las cosas terrenales, ¿para qué vivir en un mundo sin dioses ni Providencia? Pero sí; hay dioses que se cuidan de las cosas humanas y que han dado al hombre todo lo que necesita para que no caiga en el mal irremediablemente. Si en todo lo demás hubiese algún mal verdadero, lo habrían previsto los dioses y nos hubieran dado los medios para sobrellevarlo. Pero lo que no es capaz de hacer malo al hombre, ¿cómo podría hacer mala su existencia?".

Un razonamiento similar a la apuesta de Pascal ya se muestra en el Kitab al-kafi, en donde un Imán le dice a un hereje:

"Si es como lo decimos y es cierto, todos estamos salvados, pero tú estás perdido. Si es de la manera que tú dices y no es cierto, entonces tanto nosotros y como tú estamos salvados."

## Críticas

### La azarosidad de la existencia de Dios

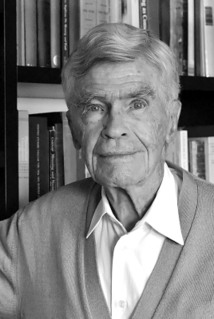
Mario Bunge señaló lo polémico de atribuir existencia de Dios como una cuestión de azar.

El escritor francés de la Ilustración Voltaire, una generación después de Pascal, rechazó la idea de que la apuesta era "prueba de Dios" como "indecente e infantil", y agregó, "el interés que tengo en creer algo no es prueba de que tal cosa existe".
El filósofo argentino Mario Bunge señala que el supuesto en el que se basa el razonamiento de Pascal, que la existencia de Dios es una cuestión de azar, "es a la vez científicamente falso, filosóficamente confuso, moralmente dudoso y teológicamente blasfemo". Sería científicamente falso porque ninguna ciencia puede medir o calcular la probabilidad de la existencia de Dios. Sería filosóficamente confuso porque el argumento incluye la confusión entre la plausibilidad de una proposición y la probabilidad de un hecho. Sería moralmente dudoso porque los creyentes religiosos honestos se muestran reticentes respecto a la sugerencia de creer en Dios porque resulta conveniente. Y, finalmente, sería teológicamente blasfemo porque los teólogos sostienen que Dios no es ni mucho menos una criatura casual, sino el único ser necesario. 
Contra este tipo de objeciones los apologistas pascalianos han recordado a sus críticos, nuevamente, que la "Apuesta de Pascal" no pretende ser una razón suficiente para la creencia en el cristianismo, sino precisamente una respuesta utilitarista, bien sea a la utilización del utilitarismo para intentar negar la fe cristiana, bien por la aplicación a un particular contexto histórico de debate religioso. El argumento de Pascal solamente sería válido para los agnósticos que deben considerar los beneficios de practicar la fe por poco que confíen en ello. En cambio, un ateo descartaría el razonamiento de entrada puesto que para él la probabilidad de que exista Dios es nula.  
Los defensores de la apuesta argumentan que Pascal no pretendió probar científicamente la existencia de Dios, ni tampoco derivar filosóficamente las probabilidades de la existencia del Dios cristiano de la plausibilidad de una toma de decisión frente a ciertas probabilidades, así como tampoco caer en un casualismo teológico ya que la apuesta va dirigida a aquellos que enfrentan "la posibilidad de la existencia de Dios" y no a "la existencia de un Dios probable". Pascal comienza con la premisa de que la existencia o no-existencia de Dios no es comprobable por la razón humana, desde el momento en que la esencia de Dios es "infinitamente incomprensible". En cuanto la razón no puede resolver la cuestión, uno debe "apostar", sea suponiendo o haciendo un "salto de fe". Finalmente Pascal jamás habría defendido, continúan sus defensores, una fe religiosa por conveniencia ya que no es la creencia en Dios en sí misma la que produce la salvación ni la no-creencia en Dios la condena, sino las causas de este rechazo (la elección de la nada en un nulo horizonte de trascendencia implícito en la inexistencia del dios cristiano) y las posibles consecuencias de la misma (la privación de la vista de Dios), con lo cual su apuesta es solamente una etapa intermedia a un verdadero proceso de conversión. En tal caso la contracrítica se resume a que no se puede afirmar, sin caer en contradicción, que Pascal pretendiera probar la existencia de Dios con la conveniencia de apostar por Dios y que, a la vez, dicha existencia fuera para él solamente una probabilidad útil: 

Dices que eres de tal contextura que no aciertas a creer. Pues aprende al menos a tenerte por tal: pues aún cuando la razón te guía sin embargo no sabes decidirte. Trabaja pues por convencerte, no aumentando las pruebas de la existencia de Dios, sino disminuyendo tus pasiones.

### La compensación de la creencia

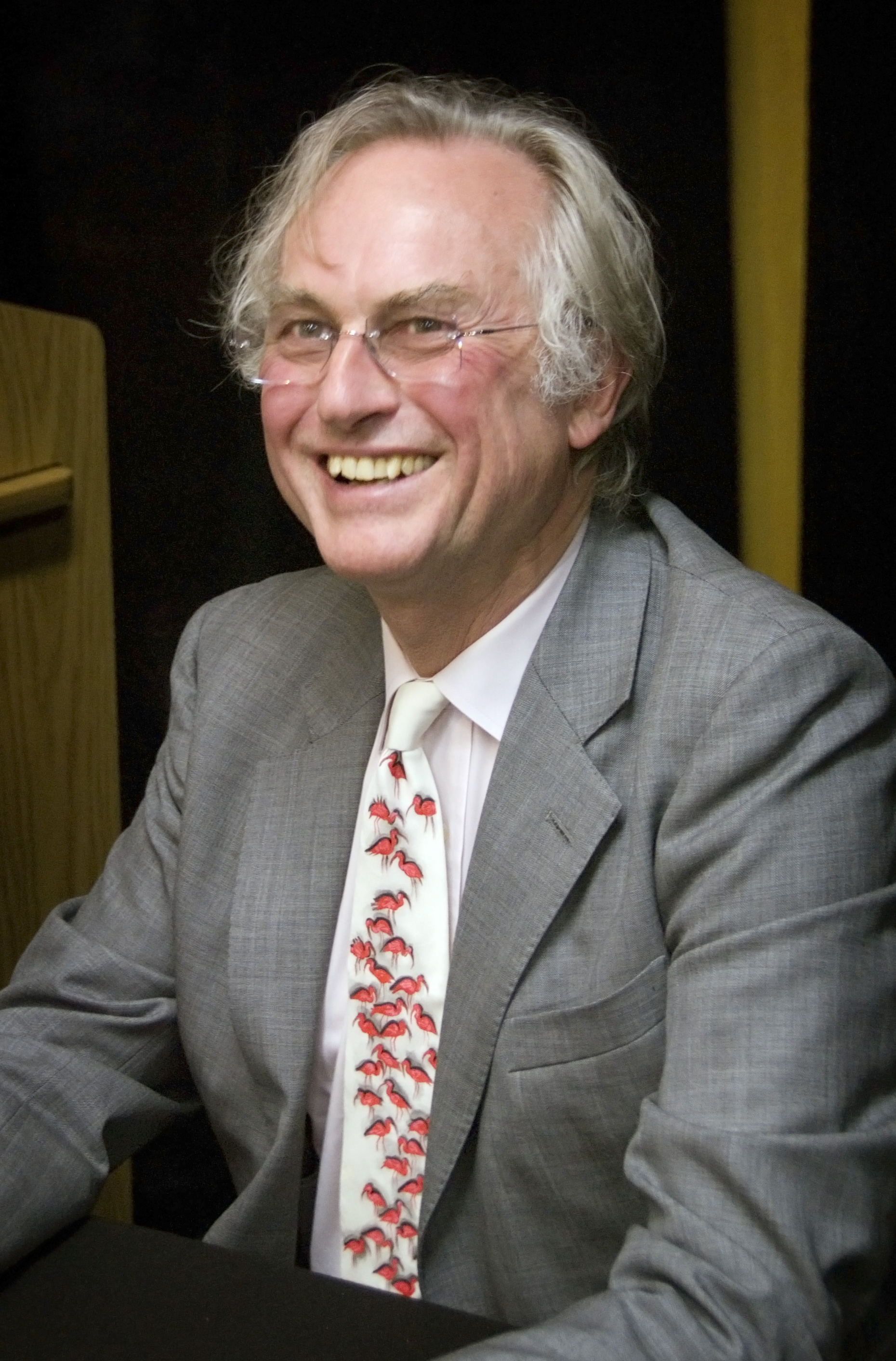
Richard Dawkins cuestionó en El espejismo de Dios los supuestos beneficios de creer en Dios.

El etólogo, zoólogo y divulgador ateo Richard Dawkins, creador de la teoría de sociobiología del gen egoísta, señaló que "creer no es algo que puedas decidir", es decir, no importa cuanto haga para convencerme como dijo Pascal, pues "nada de eso puede hacerme creerlo si no lo creo". Dawkins usa la hipótesis de que, en el caso de la real existencia de un ser superior, este en vez de premiar la inteligencia de una persona que use la apuesta de Pascal, la castigue debido a la hipocresía de una persona al creer únicamente para ganar algo.
Afirma a la vez que, de nuevo si realmente existe Dios, este apreciaría más un personaje no creyente, ya que es honesto y valiente al mantener su posición de no creyente ante las diferentes amenazas del Zeitgeist (espíritu de la época en alemán original). Simplemente al encontrarse con este improbable ser diría: "No tenía ninguna prueba de tu existencia".    
Dawkins argumenta además que para aquellos que no pueden creer, la sugerencia de Pascal de fingir creer para obtener una recompensa eterna sería deshonesta e inmoral. Además, es absurdo pensar que Dios, siendo justo y omnisciente, no vería a través de esta estrategia engañosa por parte del "creyente", anulando así los beneficios de la apuesta.

No todo el que me dice: “¡Señor, Señor!”, entrará en el reino de los cielos, sino el que hace la voluntad de mi Padre que está en los cielos. Muchos me dirán en aquel día: “Señor, Señor, ¿no profetizamos en tu nombre, y en tu nombre echamos fuera demonios, y en tu nombre hicimos muchos milagros?”. Entonces les declararé: “Nunca os conocí. ¡Apartaos de mí, hacedores de maldad!”.
Evangelio de Mateo 7:21-23

Esto dejaría a la matriz inicial como imprecisa, ya que no incluiría la posibilidad de un Dios que recompense al de honesto razonamiento o que castigue al de creencias deshonestas. Una matriz más precisa sería la siguiente:
|                    | Dios recompensa a los teístas                                    | Dios recompensa a los ateístas                                   | Dios no existe |
| Creencia           | +∞ (cielo)                                                       | ?? no especificado tal vez -N (limbo/purgatorio) o −∞ (infierno) | -N             |
| No-Creencia o duda | ?? no especificado tal vez -N (limbo/purgatorio) o −∞ (infierno) | +∞ (cielo)                                                       | -N             |

Similarmente, Michael Martin usó una apuesta atea es una respuesta de Pascal, en donde si Dios fuera bondadoso, recompensaría a cualquiera que siguiese una vida bondadosa, independientemente de sus creencias. Los defensores de la Apuesta de Pascal replican que dicho Dios hipotético y no-histórico no está respaldado por las genuinas religiones históricas, y que por lo tanto deben dárseles una probabilidad cero, o más bien una probabilidad infinitesimal. La discusión se mueve entonces a qué método racional usan los defensores para asignar una probabilidad a algo que es inaccesible para el conocimiento humano.

### La exclusión de los dioses no-cristianos

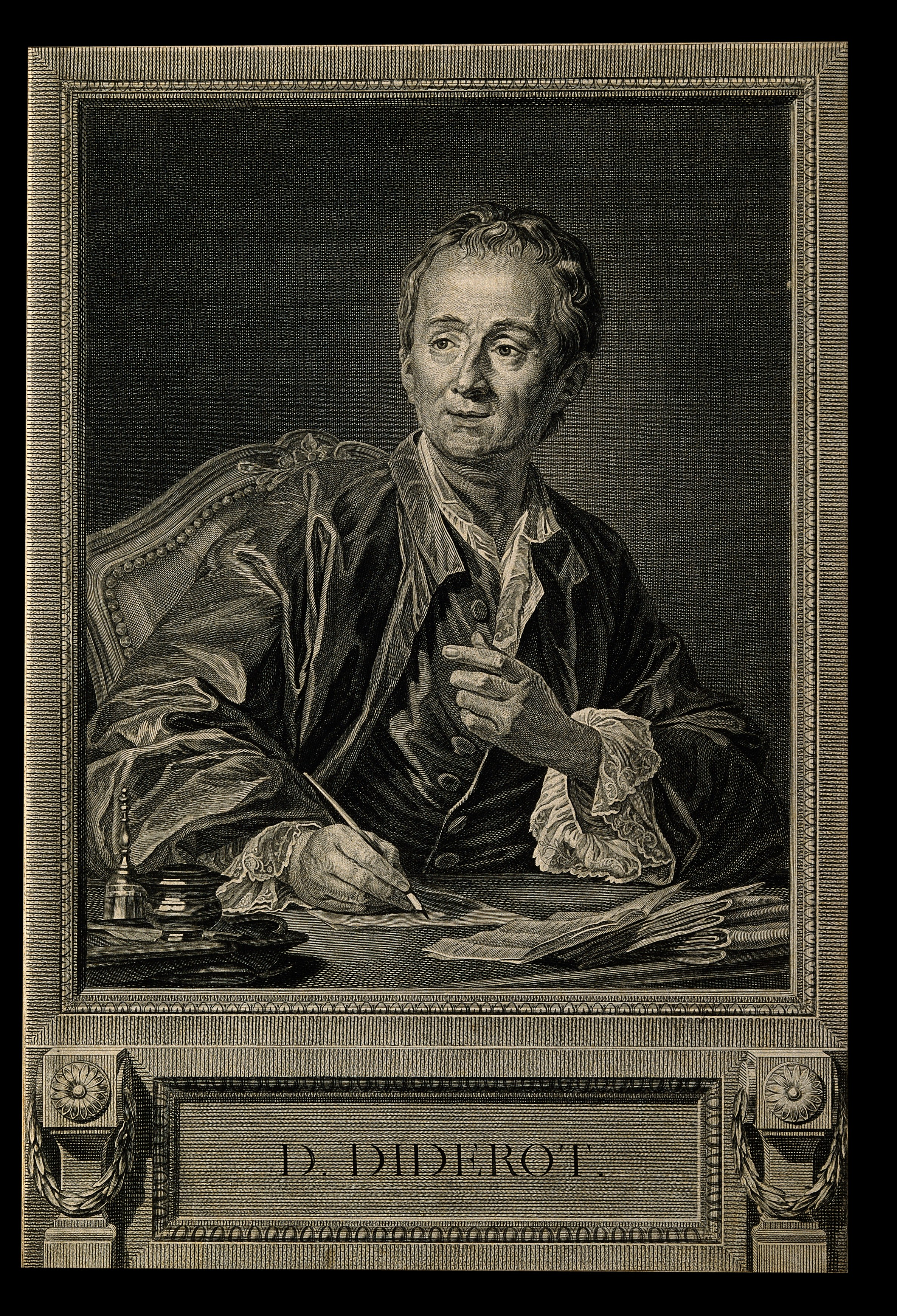
Denis Diderot expresó acerca de la apuesta que "un Imán podría razonar de la misma manera".

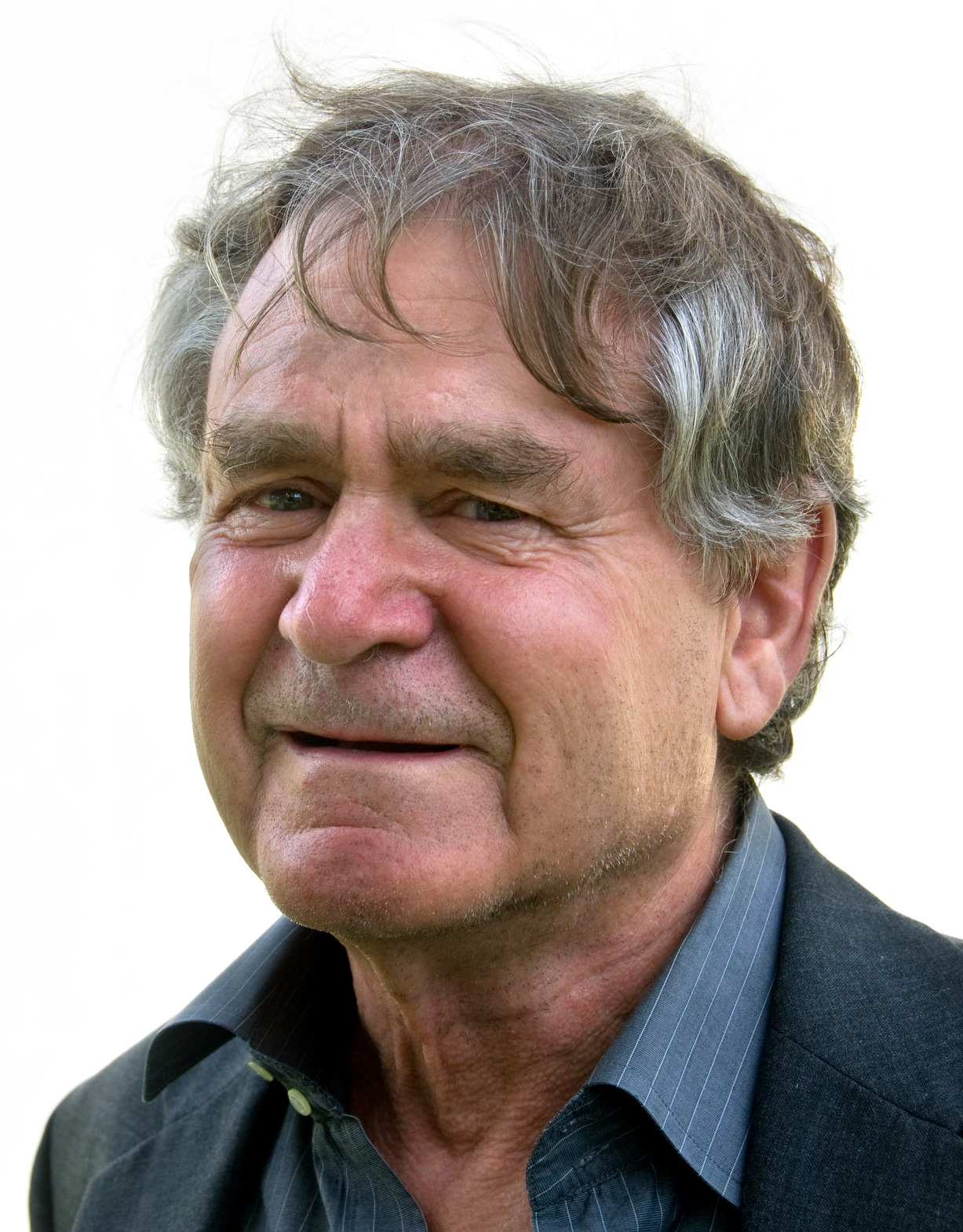
Ian Hacking describió la premisa de la apuesta como "monstruosa".

Para otros críticos, la apuesta de Pascal no toma en consideración la existencia de ningún Dios diferente al que postula el judeocristianismo, con lo que se cometería así la falacia del falso dilema. Esto ha sido muy criticado, ya que el hecho de creer en el Dios judeocristiano no salva de caer en algún otro infierno de otra religión. Denis Diderot, un contemporáneo de Voltaire, expresó concisamente esta opinión cuando se le preguntó acerca de la apuesta, diciendo que "un Imán podría razonar de la misma manera" (siendo además cierto, como se mostró arriba en el Kitab al-kafi). El filósofo australiano J. L. Mackie señala que "la iglesia dentro de la cual solo se encuentra la salvación no es necesariamente la Iglesia de Roma, la Iglesia de Jesucristo de los Santos de los Últimos Días o los musulmanes sunitas o los adoradores de Kali o de Odín".
A pesar de esta crítica los apologistas de la apuesta replican que, entre las opciones rivales, solamente aquellas que premian con felicidad infinita afectan a la elección dominante en la matriz de posibilidades. Argumentan que ni la finita semi-dicha de la promesa de Odín ni la de Kali, pueden ser contendientes con la infinita dicha ofrecida por Jesucristo, así que no la toman en consideración. También, las felicidades infinitas que los dioses rivales pueden ofrecer serían mutuamente excluyentes. Si la promesa de la dicha de Cristo puede ser considerada concurrente con la de Yahveh y Alá (los tres identificados como dios de Abraham), no hay conflicto en la matriz de decisiones en el caso donde el costo de creer en el dios equivocado es neutral (limbo, purgatorio, muerte espiritual), ya que esto implicaría un costo infinito solamente en el caso en el que no creer en el dios correcto resultara en castigo (infierno). Interpretaciones ecuménicas de la apuesta de Pascal incluso sugieren que es aceptable creer en un Dios anónimo, o en un Dios con el nombre equivocado, mientras que este comparta las mismas características esenciales (ser supremo, omnipotente, omnipresente y omnisciente) con el Dios cristiano (incluso si se reduce al mínimo común denominador de la visión monoteísta aristotélica de Dios, ser necesario y causa de todas las cosas)
En su libro The Emergence of Probability, el filósofo Ian Hacking escribió acerca del argumento de Pascal, el cual:

Aunque es válido, es presentado con una premisa monstruosa de igualdad de oportunidades. No tenemos una buena razón para elegir la existencia Dios. Este argumento solo puede funcionar para las personas que están en el estricto sentido, exactamente igual de inseguras de si Dios existe o no existe. Contra quien sea agnóstica, se requiere otro argumento.

En pos de la igualdad entre todas las concepciones posibles de dios, incluso las no-históricas, se orientan críticas como la del filósofo randiano George Smith, creador en su libro Atheism: The Case Against God de una "contraapuesta de Pascal" conocida como la apuesta de Smith. A los efectos de la argumentación pro-pascaliana la posibilidad de un "Dios impersonal" es irrelevante debido a que, siendo el alma lo que se "apuesta", un dios impersonal no asegura la eternidad de la consciencia, y por ende se iguala esta probabilidad con todas las conclusiones que se pudieran derivar de la primera posibilidad (que el Dios cristiano no exista). En cuanto a la supuesta inmoralidad del Dios descrito por Pascal implicadas en la tercera y cuarta opción irían en contradicción, para los defensores del existencialismo pascaliano, con la aclaración del propio Pascal acerca de la perversión intrínseca de la elección de la inmanencia y el error de lectura ya que el infierno no es la condena de Pascal por una mala apuesta.
De todas las defensas a Pascal y de las objeciones a la tesis del libro de George Smith según las cuales no se infieren sus conclusiones de las premisas, se pueden resumir diferentes respuestas a cada probabilidad de la contra-apuesta de Smith condensadas en las mismas y también de las citas más existencialistas del propio Pascal, esto es: si "Dios no existe", hay tres implicaciones: 
1) Las vidas finitas ya estarían per se "perdidas" lo cual quita toda importancia a los esfuerzos por agradar a Dios.
2) Dichos esfuerzos no son tales ya que la felicidad es en cualquier caso mayor y sublime.

¿Qué mal te vendrá de tomar este partido? Serás fiel, honrado, humilde, agradecido, bienhechor, sincero y veraz. Sin duda que no andarás metido en los gustos apestados, en la gloria, en las delicias. ¿Pero piensas que no gozarás de otros mayores deleites? Te aseguro que aún en esta vida ganarás; y que a cada paso que dieres en este camino, verás tanta certidumbre de la ganancia, y tan gran vacío en lo que aventurabas, que al fin vendrás a conocer que habías apostado por una cosa cierta e infinita, y que nada has dado por conseguirla.

3) La misma probabilidad de la inexistencia de Dios se invalida, dentro del argumento, por la sola probabilidad de la existencia de Dios.

Se debe creer en Dios si hay una mínima posibilidad diferente de cero, de que exista; porque el hipotético infinito de la vida celestial minimiza cualquier sacrificio de una vida finita.

Las objeciones de los ateos que refutan la apuesta de Pascal argumentan que la felicidad no es algo inherente a la creencia en Dios: reflexionan que el cristianismo (como otras religiones) puede reducir la felicidad por la supresión de la libertad que implicaría una moral revelada. También argumentan que el ateísmo puede brindar una mayor ganancia psíquica si se valora más la inmanencia que la trascendencia. 
Muchos filósofos argumentan que las vidas finitas no están perdidas y que tienen un propósito. Otros reflexionan que, si bien la vida no tiene un propósito, es un fin en sí misma, por lo cual debe ser disfrutada al máximo, y el tiempo malgastado significa el sacrificio máximo que uno puede entregar en una vida finita. Los que abogan por la trascendencia, frente al mismo amor a la vida, reaccionan despreciando la existencia de una vida finita. Muchos autores ateos como Fernando Savater explican, en forma parcialmente similar a Pascal (en su consideración del cristianismo como la religión más razonable), que el origen del espíritu religioso es una necesidad ante la existencia de la muerte.

## Utilizaciones
La formulación de la apuesta de Pascal ha sido utilizada ante otros temas de discusión distintos a la religión. Por ejemplo esta estructura argumentativa ha sido usada para apoyar medidas contra el cambio climático frente a sus detractores:
|                  | El cambio climático es real                                        | El cambio climático no es real                                                                                |
| Tomar medidas    | Protección medioambiental                                          | Medio ambiente más limpio, nuevas formas de energéticas, recursos y defensas ante un posible cambio climático |
| No tomar medidas | Destrucción del medio ambiente y posible extinción de la humanidad | Medio ambiente menos limpio y poco avance en nuevas formas energéticas                                        |

Noam Chomsky expresó una apuesta de Pascal acerca de uno de sus análisis de la situación política internacional desde el pensamiento de la izquierda: «si abandonamos la esperanza y nos resignamos a la pasividad, nos aseguramos de que, ciertamente, sucederá lo peor; si conservamos la esperanza y trabajamos duro para que sus promesas se materialicen, la situación puede mejorar».

## El atraco de Pascal
En filosofía, el atraco de Pascal es un experimento mental que demuestra un problema en la maximización de la utilidad esperada. Un agente racional debe elegir acciones cuyos resultados, cuando son ponderados por su probabilidad, tienen mayor utilidad. Pero algunos resultados muy improbables pueden tener utilidades muy grandes, y estas pueden crecer más rápido de lo que disminuye la probabilidad. Por lo tanto, el agente debería centrarse más en casos muy improbables con recompensas increíblemente altas; esto conduce primero a elecciones contraintuitivas, y luego a incoherencias a medida que la utilidad de cada elección se vuelve ilimitada. 